# Weidenblatt-Akazie

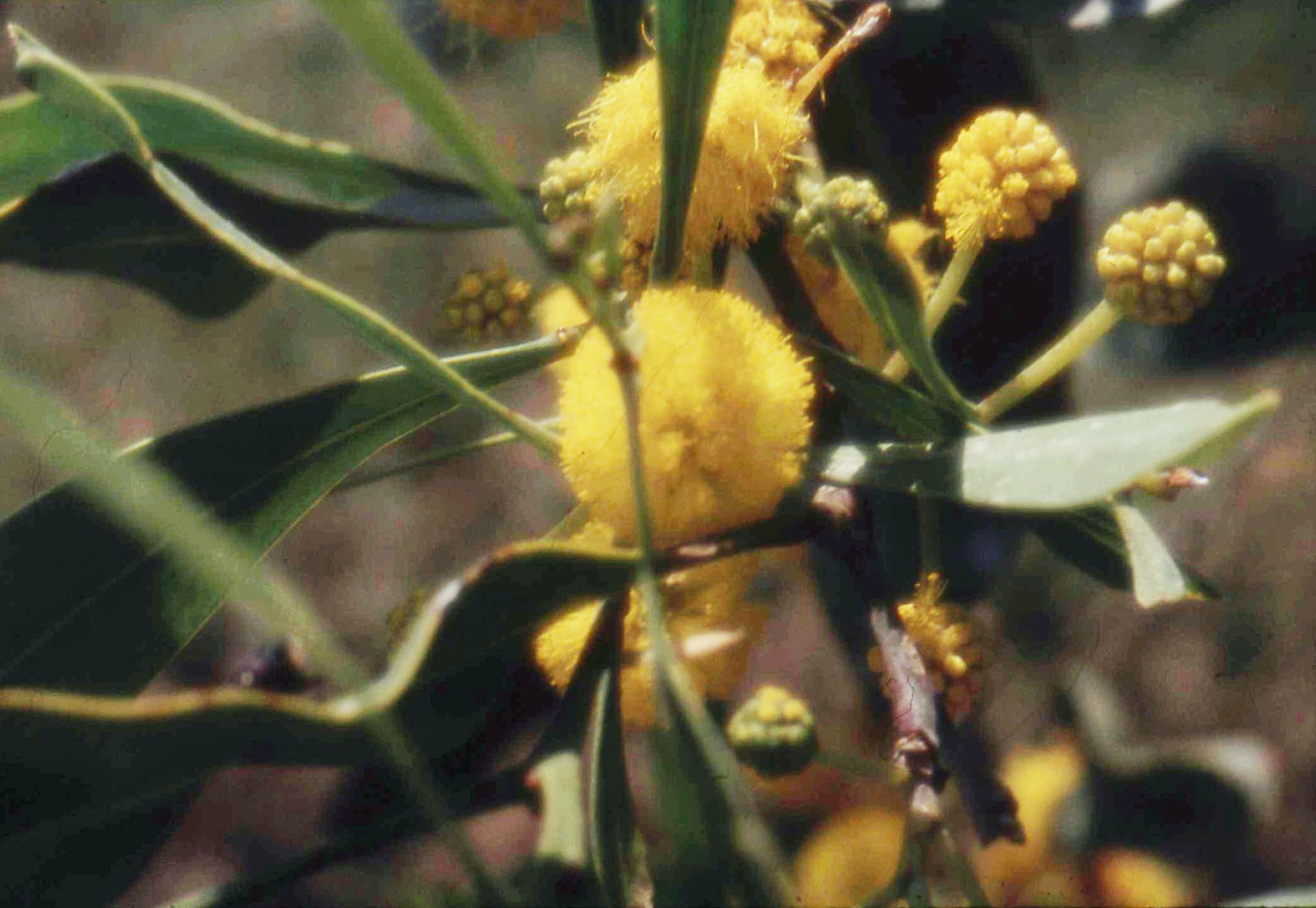
Weidenblatt-Akazie – Blütenstand mit Phyllodien

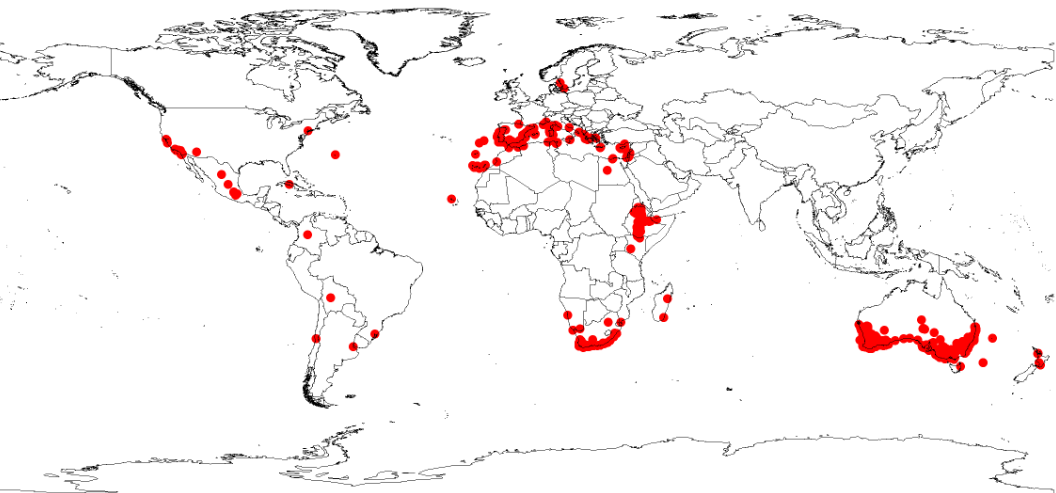
Verbreitung von Acacia saligna GBIF.org

Die Weidenblatt-Akazie (Acacia saligna) ist eine Pflanzenart aus der Gattung der Akazien (Acacia). Sie ist im südwestlichen Australien heimisch, hat sich aber als Neophyt in Südafrika stark verbreitet und richtet dort großen Schaden an. In letzter Zeit wurde versucht, die Art als Energiepflanze zu nutzen.

## Beschreibung
Die Weidenblatt-Akazie ist ein immergrüner, buschiger Strauch oder Baum, der Wuchshöhen zwischen 2 und 6 Metern erreicht. Die Zweige sind oft herunterhängend, gebogen, unbehaart und bei jungen Pflanzen mit einem weißlichen Staub überzogen. Die Rinde ist grau, sie enthält etwa 30,3 % Tannine.
Bei den wechselständigen, manchmal etwas fleischigen Laubblättern ist der Blattstiel verbreitert und übernimmt die Funktion der Blattspreite, sogenannte Phyllodien. Die Phyllodien sind herabhängend und variabel in Form und Größe. Die Form ist linealisch bis lanzettlich, gebogen oder gerade und zwischen sieben und 25 Zentimetern lang sowie vier bis 20 Millimetern breit. Zum Boden hin werden die Blätter größer. Sie sind ganzrandig, kahl und grün bis graugrün, „bereift“, mit einem hervortretenden Mittelnerv. An der Basis jedes Phyllodiums befindet sich eine ein bis zwei Millimeter breite Drüse, die zuckrigen Nektar sezerniert.
Die achselständigen, gestielten Blütenstände sind fünf- bis zwanzigköpfige Rispen, die in ihrer Jugend von überlappenden Tragblättern eingehüllt sind. Jeder bis etwa 10 Millimeter große Blütenkopf trägt 25 bis 55 goldgelbe, meistens zwittrige oder selten männliche Blüten. Die einzelnen, sitzenden Blüten sind fünfzählig mit doppelter Blütenhülle mit langen Staubblättern und die einzelnen Blütenköpfe sitzen an bis 20 mm langen Stielen. Der kahle Fruchtknoten ist oberständig mit einem langen, fädigen Griffel.
Nach der Blüte bilden sich linealische, abgeflachte Hülsen, die acht bis zwölf Zentimeter lang und vier bis sechs Millimeter breit werden. Sie sind zwischen den einzelnen, bis zu zehn Samen eingeschnürt. Die abgeflachten Samen sind dunkelbraun bis schwarz und glänzend. Sie sind länglich elliptisch bis eiförmig und fünf bis sechs Millimeter lang. Die Samen haben einen kleinen, gelblichen Arillus als Anhängsel.

## Verbreitung
Weidenblatt-Akazien stellen keine hohen Anforderungen an ihren Standort, scheinen aber Höhenlagen zu meiden. Bevorzugt wird ein tiefer, sandiger Boden in feuchten Gebieten, wie an Flüssen oder Bächen, Seeufern oder in Sumpfgebieten, aber auch an der Basis von Granitvorkommen oder in Dünen an der Küste. Der Boden kann sauer oder alkalisch sein. Die Art verfügt über eine moderate Salztoleranz.
Das natürliche Verbreitungsgebiet liegt in Südwestaustralien, dort reicht es vom Murchison River im Norden südostwärts bis in die Gegend von Esperance an der Südküste. Sie fehlt jedoch ganz im Süden in der Region um Albany.

### Neophytische Vorkommen
Die Weidenblatt-Akazie wurde im Jahr 1840 von Menschen in Südafrika eingebracht. Pflanzungen sollten die Sanddünen in den Cape Flats um Kapstadt stabilisieren. Heute gilt die Art als die gefährlichste invasive Pflanze am Westkap. Gackeltrappen verzehren die Samen der Weidenblatt-Akazie und tragen damit wesentlich zu ihrer Ausbreitung bei. Inzwischen wurden ebenfalls eine Rostpilzart Uromycladium tepperianum und Rüsselkäfer der Gattung Melanterius eingebracht, um der stetig wachsenden Population der Weidenblatt-Akazie Herr zu werden.
Auch die Europäische Union führt die Weidenblatt-Akazie seit 2019 auf der Liste invasiver gebietsfremder Arten von unionsweiter Bedeutung.

## Systematik
Der französische Botaniker Jacques Julien Houtou de Labillardière beschrieb die Pflanze 1806 unter dem Namen Mimosa saligna. Der deutsche Botaniker Heinrich Ludolph Wendland bezog sich auf dieses Basionym, ordnete die Art jedoch unter dem Namen Acacia saligna in die Gattung der Akazien ein; seine Erstbeschreibung wurde 1820 veröffentlicht.
Weitere Synonyme für die Art sind Acacia cyanophylla Lindl. und Racosperma salignum (Labill.) Pedley.

## Ökologie
Die Weidenblatt-Akazie lebt symbiotisch mit Knöllchenbakterien (Rhizobiaceae) zusammen und kann so Stickstoff aus der Luft binden. Sie kann neue Habitate sehr schnell erobern, da die jungen Pflanzen ausgesprochen schnell wachsen.
Die Samen werden von Ameisen verbreitet, die sie in ihre Nester tragen und den Samenstiel (Arillus) fressen. Dort können die Samen sehr lange überdauern, bis der Boden gestört wird und der Samen auskeimt. So kann die Art auch Waldbrände gut überstehen.
Die Phyllodien der Pflanzen werden zum Beispiel von Raupen des Linienschwärmers (Hyles livornica) gefressen.

## Nutzen
Die schnellwachsende Art wird häufig angepflanzt, um den Boden zu stabilisieren oder Windschutzhecken zu schaffen. Sie wird auch wegen der gelben Blüten gerne in Gärten kultiviert.
Das Holz der Weidenblatt-Akazie wird traditionell als Feuerholz und zur Herstellung von Holzkohle genutzt. Seit dem Jahr 2000 laufen Versuche, die schnellwachsende Pflanze zur Herstellung von Biodiesel zu verwenden; dazu wurden unter anderem Kulturen im Mittelmeerraum angelegt und Erntemaschinen entwickelt. Das schnelle Wachstum – es entstehen zwischen 1,5 und 10 Kubikmeter Biomasse pro Jahr und Hektar – prädestiniert die Art für diesen Zweck. Das Holz ist jedoch leicht und sehr feucht, was die Verarbeitung erschwert.
Die Phyllodien der Weidenblatt-Akazie werden sehr gerne von Schafen gefressen.